# Frequency Equilibrium Koan
Frequency Equilibrium Koan ist ein Jazzalbum von Michael Gregory Jackson. Die 1977 im The Ladies’ Fort entstandenen Aufnahmen erschienen am 5. Februar 2021 auf Golden Records/Bandcamp.

## Hintergrund
In den Monaten nach Erscheinen seines Debütalbums Clarity (1976) machte sich der Gitarrist Michael Gregory Jackson in der Innenstadt New Yorks einen Namen als Mitglied der Band von Oliver Lake und leitete daneben seine eigene Gruppe, ein Trio mit Oliver Lake und Fred Hopkins, zu hören auf Wildflowers 3 (The New York Loft Jazz Sessions).
Der Mitschnitt Frequency Equilibrium Koan ist „ein Dokument der Kreativität und des Überschwangs“ der Loft-Szene dieser Ära. Es ist eine Aufführung von vier langen Kompositionen, die Jackson 1977 auf einem Sony-Kassettenrecorder im Veranstaltungsraum The Ladies’ Fort, im NoHo-Viertel von Lower Manhattan gelegen, aufgenommen hat. Der damals 23-jährige Gitarrist leitete ein Quartett mit dem Saxophonisten Julius Hemphill, dem Schlagzeuger Pheeroan akLaff und dem Cellisten Abdul Wadud.

## Titelliste
- Michael Gregory Jackson: Frequency Equilibrium Koan

1. Frequency Equilibrium Koan 9:17
2. Heart & Center 9:47
3. Clarity 3 11:21
4. A Meditation 9:10

Alle Kompositionen stammen von Michael Gregory Jackson.

## Rezeption
„Diese Jungs sind alle meine Helden“, schrieb Bill Frisell in den Linder Notes. „Ich habe von allen so viel gelernt (und lerne immer noch). Sie alle so zusammen zu hören, ist ein echtes Geschenk. Was für eine Kombination! Ich kann nicht glauben, dass dies vor mehr als 40 Jahren passiert ist. Es klingt nach Zukunft. Ich bin so dankbar, dass das Band lief, um diesen außergewöhnlichen Moment zu dokumentieren.“
Wolf Kampmann schrieb in Jazz thing, Michael Gregory Jacksons bislang unveröffentlichter Mitschnitt „Frequency Equilibrium Koan“ von 1977 schließe gleich mehrere Lücken; er sei „ein Puzzlestein zur Vervollständigung des äußerst fragmentarischen Bildes, das wir heute von der fast zum Mythos gewordenen New Yorker Loft-Jazz-Szene der 1970er-Jahre haben.“ Vor allem dokumentiere der Live-Mitschnitt wie kein anderes Album zuvor den Übergang vom auf freier Improvisation basierenden Loft Jazz zum treibenden Free Funk, der den Jazz vor und nach 1980 dominieren sollte. Julius Hemphill sei mit dieser Entwicklung, die vor allem mit Ornette Coleman, Arthur Blythe und James „Blood“ Ulmer assoziiert werde, bislang nicht in Verbindung gebracht worden.

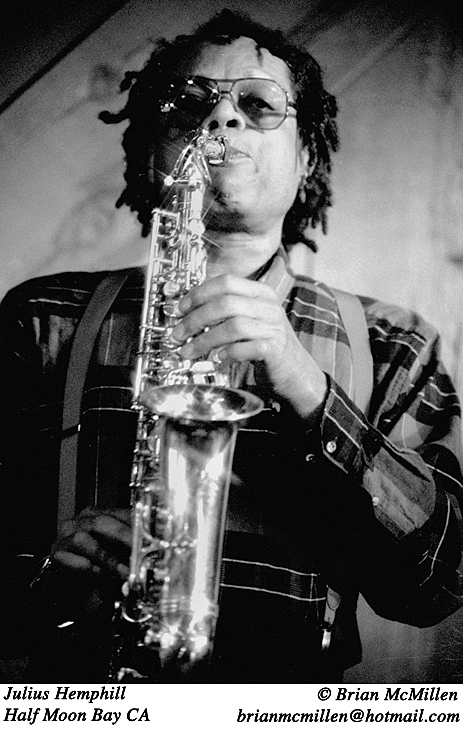
Julius Hemphill (1988; Foto: Brian McMillen)

S. Victor Aaron schrieb in Something Else!, dies sei eine mit Spannung erwartete Veröffentlichung, nicht nur, weil sie den Kanon von Jackson zu einer besonders kreativen Zeit für ihn erweitere, sondern auch für diejenigen, die an diesem Abend in seiner Band waren. Die Aufnahmequalität sei besser als bei einem Bootleg, aber auch nicht ganz erstklassig. Vor allem klinge die Aufnahme hell und an manchen Stellen etwas langweilig. Es bleibe jedoch genug Klarheit, um diese erstaunliche Leistung zu genießen. Frequency Equilibrium Koan präsentiere eine Gemeinschaft von Loft-Jazzmusikern, die nicht nur zu den Besten ihrer Zeit, sondern aller Zeiten gehörten. Dementsprechend sei die Musik auch nicht von ihrer Zeit. Aaron zitiert den Ausspruch Biull Frisells, der sich wunderte: „Ich kann nicht glauben, dass dies vor mehr als 40 Jahren passiert ist. Es klingt nach Zukunft.“
Nach Ansicht von Troy Dostert, der das Album in All About Jazz rezensierte, sei der Gitarrist Michael Gregory Jackson einer der unterlegenen Elder Statesmen der Jazz-Avantgarde, der jedoch eine wichtige Rolle in der aufkeimenden Loft-Szene der 1970er Jahres gespielt habe, in der seine Arbeit mit Oliver Lake besonders hervorzuheben sei. Bei Frequency Equilibrium Koan erhalte man einen Einblick in diese frühe Phase Jacksons aus dem Kern der Loft-Kultur, die einen Großteil der Magie enthülle, die Jackson in den kommenden Jahrzehnten schmieden würde. Und obwohl die Qualität der Aufnahme nicht makellos sei, wie sie auf Jacksons tragbarem Recorder gemacht wurde, erfasse sie dennoch genug von den gut kalibrierten Interaktionen der Musiker, um die Chemie zu enthüllen, die sie eindeutig besaßen.